# Simone Valère
Simone Valère (2 de agosto de 1921 – 11 de noviembre de 2010) fue una actriz teatral, cinematográfica y televisiva francesa. Fue, sobre todo, una célebre actriz teatral, formando pareja artística con su esposo, Jean Desailly, con el cual trabajó en la compañía fundada por Madeleine Renaud y Jean-Louis Barrault, antes de fundar una formación teatral propia. También trabajó en el cine, destacando su actuación en La Beauté du diable y Le Franciscain de Bourges.

## Biografía
Su nombre verdadero era Simone Jeannine Gondolf, y nació en París, Francia. Con sus padres divorciados, ella pasó gran parte de su juventud en casa de su tía paterna, Mme Lafrenne, en Arnouville. Se formó en una escuela femenina del barrio de la Gare (actual escuela Casanova). A los 17 años de edad actuó por vez primera en el cine. En 1942 debutó en el Théâtre Hébertot en una pieza titulada Melle Bourrat, cuya acción transcurría en una población llamada « Valère ». Ella adoptó este nombre como el suyo artístico. Después actuó en Une jeune fille savait, de André Haguet, en el Théâtre des Bouffes-Parisiens.
Simone Valère  conoció a Jean Desailly durante el rodaje de Le Voyageur de la Toussaint (1943), de Louis Daquin, siendo él en aquel momento pensionnaire de la Comédie-Française, estando casado con la actriz Nicole Desailly.
En 1946, ella ingresó con Desailly en la compañía teatral de Madeleine Renaud y Jean-Louis Barrault, interpretando obras de Shakespeare, Franz Kafka, Pierre de Marivaux, Jean Giraudoux, Molière o Eugène Ionesco,, siendo de destacar su representación de La vida parisina, de Jacques Offenbach.

### Carrera teatral
Valère fue, sobre todo, una actriz teatral, actuando muy a menudo en compañía de su marido. Los dos actores fueron, junto a Madeleine Renaud y Jean-Louis Barrault, una de las parejas más célebres del teatro francés. Simone Valère y Jean Desailly interpretaron en 450 ocasiones su pieza preferida, L'Amour fou ou la première surprise, de André Roussin, poniendo su talento al servicio de los más importantes autores dramáticos, entre ellos Molière (El misántropo, Anfitrión, Los enredos de Scapin), Shakespeare (Como gusteís, encarnando ella a Rosalinda; Hamlet, como Ofelia), Antón Chéjov (El jardín de los cerezos), Pierre-Augustin Caron de Beaumarchais (Las bodas de Fígaro), o Paul Claudel (Le Soulier de satin).
Tras los sucesos de Mayo de 1968 en Francia, Simone Valère y Jean Desailly decidieron formar un grupo teatral propio. Ellos tomaron la dirección del Théâtre Hébertot (1973-76), donde la actriz trabajó con piezas de F. Scott Fitzgerald, George Bernard Shaw, André Roussin, Paul Claudel, y Samuel Beckett, además de interpretar espectáculos poéticos como Portrait de Péguy y Portrait de La Fontaine.
Después dirigieron el Théâtre Edouard VII donde, durante dos temporadas, defendieron un repertorio muy querido para ellos, con la obra de Jean Giraudoux Amphitryon 38, y con la de Henrik Ibsen Un enemigo del pueblo .
En 1978 interpretó en el Théâtre Marigny Le Cauchemar de Bella Manningham, de Frédéric Dard, con una puesta en escena de Robert Hossein.
La pareja se instaló en 1980 en el Théâtre de la Madeleine. Allí actuaron juntos, destacando entre sus piezas Arsénico y encaje antiguo (de Joseph Kesselring), Port-Royal (de Henry de Montherlant), El jardín de los cerezos (de Chéjov), y Largo viaje hacia la noche, de Eugene O'Neill). Además, en 2001 festejaron sus sesenta años en la escena, interpretando a una pareja de ancianos en La Maison du lac, de Ernest Thompson.
En el año 2002, Simone Valère y Jean Desailly recibieron un Premio Molière de carácter honorífico en reconocimiento a la carrera artística de ambos.

### Carrera cinematográfica
Su discreta belleza, su encanto parisino y su fino sentido del humor, no pasaron desapercibidos a los cineastas. Ella hizo su primera actuación en la gran pantalla a los diecisiete años de edad, y en 1941 estrenó cuatro películas: Annette et la dame blonde (de Jean Dréville), Mam'zelle Bonaparte (de Maurice Tourneur), Le Dernier des six (de Georges Lacombe), y Premier rendez-vous (de Henri Decoin).
Ella hizo primeros papeles en Le Voyageur de la Toussaint (1942, de Louis Daquin), Manon (1948, de Henri-Georges Clouzot) y La Beauté du diable (1950, de René Clair). Más adelante se dedicó a la interpretación de personajes de reparto, como Les Grandes Manœuvres (1955, de René Clair), Germinal (1962, de Yves Allégret, Crónica negra (1971, de Jean-Pierre Melville), o The Assassination of Trotsky (1972, de Joseph Losey).
Valère rodó con Desailly numerosos filmes, entre ellos Voyageur de la Toussaint (1943), La revanche de Roger la honte (1946), Jocelyn (1952), Les Grandes Manœuvres (1955), Le Chevalier d'Éon (1959), L'Année du Bac (1964), Le Franciscain de Bourges (1967), y The Assassination of Trotsky (1972).
La última actuación de Valère para el cine llegó en 1988 con la cinta Équipe de nuit, de Claude d'Anna.

### Carrera televisiva
Simone Valère actuó en diferentes telefilmes de carácter dramático, entre ellos La répétition ou l'amour puni (1958) y Maigret et la dame d'Étretat (1979).

### Últimos años
Ella decidió no tener hijos, pues la vida itinerante que llevaba la pareja lo impedía. Jean Desailly, por otra parte, tenía dos hijas como resultado de su primer matrimonio. Él y Valère se casaron en 1998, tras 48 años de vida en común. Desailly falleció el 11 de junio de 2008. Simone Valère falleció en Roinville, Francia, en 2010, en la residencia Les Jardins de Roinville. Fue enterrada junto a Desailly en Vert-le-Petit.

## Teatro
- 1942 : Une jeune fille savait, de André Haguet, escenografía de Louis Ducreux, Théâtre des Bouffes-Parisiens
- 1945 : L'Agrippa ou la folle journée, de André Barsacq, escenografía de André Barsacq, Théâtre de l'Atelier

### Compañía Renaud-Barrault 1946-1968
- 1946 : Les Fausses Confidences, de Pierre de Marivaux, escenografía de Jean-Louis Barrault, Théâtre Marigny
- 1946 : Baptiste, de Jacques Prévert y Joseph Kosma, escenografía de Jean-Louis Barrault, Théâtre Marigny
- 1947 : Les Fausses Confidences, de Marivaux, escenografía de Jean-Louis Barrault, Théâtre des Célestins
- 1947 : Baptiste, de Jacques Prévert y Joseph Kosma, escenografía de Jean-Louis Barrault, Théâtre des Célestins
- 1947 : La Fontaine de jouvence, de Borís Kojnó, escenografía de Jean-Louis Barrault, Théâtre Marigny
- 1947 : El proceso, a partir de Franz Kafka, escenografía de Jean-Louis Barrault, Théâtre Marigny
- 1948 : El estado de sitio, de Albert Camus, escenografía de Jean-Louis Barrault, Théâtre Marigny
- 1949 : La Seconde Surprise de l'amour, de Alfred de Musset, escenografía de Jean-Louis Barrault, Théâtre Marigny
- 1949 : Le Bossu, de Paul Féval y Anicet Bourgeois, escenografía de Jean-Louis Barrault, Théâtre Marigny
- 1950 : La Répétition ou l'Amour puni, de Jean Anouilh, escenografía de Jean-Louis Barrault, Théâtre Marigny
- 1951 : Lazare, de André Obey, escenografía de Jean-Louis Barrault, Théâtre Marigny
- 1951 : On ne badine pas avec l'amour, de Alfred de Musset, escenografía de Jean-Louis Barrault, Théâtre Marigny
- 1952 : La Répétition ou l'Amour puni, de Jean Anouilh, escenografía de Jean-Louis Barrault, Théâtre des Célestins
- 1952 : Bacchus, de Jean Cocteau, escenografía de Jean-Louis Barrault, Théâtre des Célestins
- 1953 : Occupe-toi d'Amélie, de Georges Feydeau, escenografía de Jean-Louis Barrault, Théâtre des Célestins
- 1953 : Pour Lucrèce, de Jean Giraudoux, escenografía de Jean-Louis Barrault, Théâtre Marigny
- 1955 : Volpone, de Jules Romains y Stefan Zweig a partir de Ben Jonson, escenografía de Jean-Louis Barrault, Théâtre Marigny
- 1955 : Intermezzo, de Jean Giraudoux, escenografía de Jean-Louis Barrault, Théâtre Marigny y Théâtre des Célestins
- 1955 : El jardín de los cerezos, de Antón Chéjov, escenografía de Jean-Louis Barrault, Théâtre des Célestins
- 1955 : El perro del hortelano, de Georges Neveux a partir de Félix Lope de Vega, escenografía de Jean-Louis Barrault, Théâtre Marigny
- 1955 : Les Suites d'une course, de Jules Supervielle, escenografía de Jean-Louis Barrault, Théâtre Marigny
- 1956 : El misántropo, de Molière, escenografía de Jean-Louis Barrault, Théâtre des Célestins
- 1956 : El perro del hortelano, de Félix Lope de Vega, escenografía de Jean-Louis Barrault, Théâtre des Célestins
- 1957 : Anfitrión, de Molière, escenografía de Jean-Louis Barrault, Festival de Bellac
- 1957 : Intermezzo, de Jean Giraudoux, escenografía de Jean-Louis Barrault, Festival de Bellac
- 1957 : El castillo, de Franz Kafka, escenografía de Jean-Louis Barrault, Théâtre de la Ville
- 1957 : Madame Sans-Gêne, de Victorien Sardou, escenografía de Pierre Dux, Théâtre de la Ville
- 1958 : Le Soulier de satin, de Paul Claudel, escenografía de Jean-Louis Barrault, Théâtre du Palais-Royal
- 1959 : La vida parisina, de Jacques Offenbach, escenografía de Jean-Louis Barrault, Théâtre du Palais-Royal
- 1959 : La Petite Molière, de Jean Anouilh, escenografía de Jean-Louis Barrault, Gran Teatro de Burdeos y Teatro del Odéon
- 1959 : Les Fausses Confidences, de Marivaux, escenografía de Jean-Louis Barrault, Teatro del Odéon
- 1959 : Baptiste, de Jacques Prévert a partir de Les Enfants du paradis, coreografía de Jean-Louis Barrault, Teatro del Odéon
- 1960 : El rinoceronte, de Eugène Ionesco, escenografía de Jean-Louis Barrault, Teatro del Odéon
- 1960 : El jardín de los cerezos, de Antón Chéjov, escenografía de Jean-Louis Barrault, Teatro del Odéon
- 1960 : Julio César, de William Shakespeare, escenografía de Jean-Louis Barrault, Teatro del Odéon
- 1961 : Le Viol de Lucrèce, de André Obey, escenografía de Jean-Louis Barrault, Teatro del Odéon
- 1961 : El mercader de Venecia, de William Shakespeare, escenografía de Marguerite Jamois, Teatro del Odéon
- 1961 : Anfitrión, de Molière, escenografía de Jean-Louis Barrault, Teatro del Odéon
- 1962 : Hamlet, de William Shakespeare, escenografía de Jean-Louis Barrault, Teatro del Odéon
- 1962 : La Révélation, de René-Jean Clot, escenografía de Jean-Louis Barrault, Teatro del Odéon
- 1962 : La nuit a sa clarté, de Christopher Fry, escenografía de Jean-Louis Barrault, Teatro del Odéon
- 1962 : La vida parisina, de Jacques Offenbach, Henri Meilhac y Ludovic Halévy, escenografía de Jean-Louis Barrault, Teatro del Odéon
- 1963 : Los enredos de Scapin, de Molière, escenografía de Louis Jouvet, Teatro del Odéon
- 1963 : La Double Inconstance, de Marivaux, escenografía de Jean-Pierre Granval, Teatro del Odéon
- 1963 : Tricoche et Cacolet, de Henri Meilhac y Ludovic Halévy, escenografía de Jacques Charon, Teatro del Odéon
- 1963 : El jardín de los cerezos, de Antón Chéjov, escenografía de Jean-Louis Barrault, Teatro del Odéon
- 1964 : Como gustéis, de William Shakespeare, escenografía de Jean-Pierre Granval, Teatro del Odéon
- 1964 : Las bodas de Fígaro, de Pierre-Augustin Caron de Beaumarchais, escenografía de Jean-Louis Barrault, Teatro del Odéon
- 1964 : Hamlet, de William Shakespeare, escenografía de Jean-Louis Barrault, Teatro del Odéon
- 1965 : La Provinciale, de Iván Turguénev, escenografía de André Barsacq, Teatro del Odéon
- 1965 : Las bodas de Fígaro, de Pierre-Augustin Caron de Beaumarchais, escenografía de Jean-Louis Barrault, Théâtre des Célestins
- 1966 : Va et vient, de Samuel Beckett, escenografía de Jean-Marie Serreau, Teatro del Odéon
- 1966 : Enrique VI, primera parte, de William Shakespeare, escenografía de Jean-Louis Barrault, Teatro del Odéon
- 1967 : Delicate Balance, de Edward Albee, escenografía de Jean-Louis Barrault, Teatro del Odéon
- 1967 : La tentación de San Antonio, a partir de Gustave Flaubert, escenografía de Maurice Béjart, Teatro del Odéon
- 1967 : Enrique VI, primera parte, de William Shakespeare, escenografía de Jean-Louis Barrault, Teatro de la Porte Saint-Martin
- 1968 : Brève Rencontre y Nous dansions..., de Noel Coward, escenografía de Jacques Mauclair, Théâtre Saint-Georges
- 1969 : Un ami imprévu, de Agatha Christie, escenografía de Roland Piétri, Teatro de los Campos Elíseos
- 1970 : Double Jeu, de Robert Thomas, escenografía de Jacques Charon, Théâtre Edouard VII

### Théâtre Hébertot1972-1975
- 1972 : Le Légume, de F. Scott Fitzgerald, escenografía de Jean-Pierre Grenier
- 1974 : L'Amour fou ou la première surprise, de André Roussin, escenografía de Michel Bertay

### Théâtre Édouard VII1976-1977
- 1976 : Dis-moi, Blaise, a partir de Blaise Cendrars, escenografía de Michel Bertay
- 1976 : Amphitryon 38, de Jean Giraudoux, escenografía de Jean-Laurent Cochet
- 1977 : Un enemigo del pueblo, de Henrik Ibsen, escenografía de Étienne Bierry

### Théâtre Marigny 1978
- 1978 : Le Cauchemar de Bella Manningham, de Frédéric Dard, escenografía de Robert Hossein

### Théâtre de la Madeleine1980-2002
- 1980 : Siegfried, de Jean Giraudoux, escenografía de Georges Wilson
- 1980 : La Mémoire courte, de Yves Jamiaque, escenografía de Jean-Luc Moreau
- 1981 : Arsénico y encaje antiguo, de Joseph Kesselring, escenografía de Jacques Rosny
- 1982 : Sodome et Gomorrhe, de Jean Giraudoux, escenografía de Jean-François Prévand
- 1982 : La Dixième de Beethoven, de Peter Ustinov, escenografía de Philippe Rondest
- 1983 : Les Serpents de pluie, de Per Olov Enquist, escenografía de Lone Bastholm
- 1983 : L'Amour fou ou la première surprise, de André Roussin, escenografía de Michel Bertay
- 1984 : Les Œufs de l'autruche, de André Roussin, escenografía de Michel Bertay
- 1984 : Un otage, de Brendan Behan, escenografía de Georges Wilson
- 1985 : Comme de mal entendu, de Peter Ustinov, escenografía de Michel Bertay
- 1986 : Le Silence éclaté, de Stephen Poliakoff, escenografía de Jean-Paul Roussillon
- 1987 : Les Pieds dans l'eau, de Michel Lengliney, escenografía de Éric Civanyan
- 1988 : La Foire d'empoigne, de Jean Anouilh, escenografía de Nicole Anouilh
- 1989 : Port-Royal, de Henry de Montherlant, escenografía de Raymond Gérôme
- 1990 : El jardín de los cerezos, de Antón Chéjov, escenografía de Jacques Rosny
- 1993 : Le Cardinal d'Espagne, de Henry de Montherlant, escenografía de Raymond Gérôme
- 1994 : Le Bateau pour Lipaïa, de Alexei Arbuzov, escenografía de Jean-Claude Penchenat y Samuel Bonnafil
- 1995 : Arsénico y encaje antiguo, de Joseph Kesselring, escenografía de Jacques Rosny, Théâtre de la Madeleine
- 2001 : La Maison du lac, de Ernest Thompson, escenografía de Georges Wilson

## Filmografía

### Cine
- 1940 : Premier rendez-vous, de Henri Decoin
- 1941 : Le Dernier des six, de Georges Lacombe
- 1941 : Mam’zelle Bonaparte, de Maurice Tourneur
- 1941 : Annette et la dame blonde, de Jean Dréville
- 1942 : Pontcarral, colonel d'empire, de Jean Delannoy
- 1943 : Les Roquevillard, de Jean Dréville
- 1943 : Le Voyageur de la Toussaint, de Louis Daquin
- 1944 : Le Cavalier noir, de Gilles Grangier
- 1945 : La Fiancée des ténèbres, de Serge de Poligny
- 1945 : L'Extravagante Mission, de Henri Calef
- 1945 : La Route du bagne, de Léon Mathot
- 1946 : La Revanche de Roger la Honte, de André Cayatte
- 1946 : Le Cavalier de Croix-Mort, de Lucien Ganier-Raymond
- 1948 : La Vie en rose, de Jean Faurez
- 1948 : Deux amours, de Richard Pottier
- 1949 : Manon, de Henri-Georges Clouzot
- 1949 : Barry, de Richard Pottier
- 1950 : La Beauté du diable, de René Clair
- 1951 : Ma femme est formidable, de André Hunebelle
- 1951 : La nuit est mon royaume, de Georges Lacombe
- 1952 : Violetas imperiales, de Richard Pottier
- 1952 : Jocelyn, de Jacques de Casembroot
- 1955 : Les Grandes Manœuvres, de René Clair
- 1955 : On ne badine pas avec l'amour
- 1958 : Les Vignes du seigneur, de Jean Boyer
- 1958 : Le Secret du chevalier d'Éon, de Jacqueline Audry
- 1961 : Le Triomphe de Michel Strogoff, de Viktor Tourjansky
- 1963 : Germinal, de Yves Allégret
- 1964 : L'Année du bac, de Maurice Delbez y José-André Lacour
- 1965 : Le due orfanelle, de Riccardo Freda
- 1966 : La Curée, de Roger Vadim
- 1967 : Le Franciscain de Bourges, de Claude Autant-Lara
- 1970 : L'Ardoise, de Claude Bernard-Aubert
- 1972 : Crónica negra, de Jean-Pierre Melville
- 1972 : The Assassination of Trotsky, de Joseph Losey
- 1988 : Équipe de nuit, de Claude d'Anna

### Televisión
- 1968 : Au théâtre ce soir : Les Glorieuses, de André Roussin, escenografía de Pierre Dux, dirección de Pierre Sabbagh, Théâtre Marigny
- 1969 : Au théâtre ce soir : El segundo disparo, de Robert Thomas, escenografía del autor, dirección de Pierre Sabbagh, Théâtre Marigny
- 1969 : Au théâtre ce soir : Un ami imprévu, de Robert Thomas a partir de Agatha Christie, escenografía de Roland Piétri, dirección de Pierre Sabbagh, Théâtre Marigny
- 1972 : Au théâtre ce soir : Double Jeu, de Robert Thomas, escenografía de Jacques Charon, dirección de Pierre Sabbagh, Théâtre Marigny
- 1974 : Au théâtre ce soir : Candida, de George Bernard Shaw, escenografía de Jean Desailly, dirección de Jean Royer, Théâtre Marigny
- 1977 : Au théâtre ce soir : L'Amour fou ou la première surprise, de André Roussin, escenografía de Michel Bertay, dirección de Pierre Sabbagh, Théâtre Marigny
- 1979 : Au théâtre ce soir : Todo en el jardín, de Edward Albee a partir de Giles Cooper, escenografía de Michel Bertay, dirección de Pierre Sabbagh, Théâtre Marigny
- 1979 : Les Enquêtes du commissaire Maigret, episodio Maigret et la vieille dame, de Stéphane Bertin
- 1980 : Au théâtre ce soir : Homicide par prudence, de Frédéric Valmain a partir de Double Cross, de John O'Hare, escenografía de Michel Bertay, dirección de Pierre Sabbagh, Théâtre Marigny